# Romperás
«Romperás» es una canción del grupo de hard rock español Extremoduro, incluida en su álbum de estudio debut Tú en tu casa, nosotros en la hoguera de 1989. 

## Descripción
Se trata del tercer tema del álbum. La letra de la canción da a reflejar una relación amorosa, optimista para el cantante, entre éste y una chica:

Tu cintura ¡qué hermosura!, todo el día me paso en ella. Tu cabeza, ¡qué tristeza!, ¿cómo quieres que sepa dónde está?, ¿dónde esta?
Romperás (Extremoduro)